# Frontière entre la France et Sainte-Lucie
La frontière entre la France et Sainte-Lucie est la frontière, intégralement maritime, séparant la France (au niveau de la Martinique) et Sainte-Lucie, dans les Petites Antilles (mer des Caraïbes). Elle se situe dans le canal de Sainte-Lucie.

## Historique
La frontière maritime entre les deux pays a été déterminée par une convention signée le 4 mars 1981 à Paris (capitale de la France) et entrée en vigueur le même jour.

## Caractéristiques
Les espaces maritimes de chacun des deux pays sont délimités par les arcs de loxodromie joignant les points dont les coordonnées géographiques sont les suivantes (dans le système géodésique adopté pour la Martinique par l'Institut géographique national français en 1953) :
- L1 : 14° 04′ 50″ N, 62° 48′ 50″ O
- L2 : 14° 05′ 11″ N, 62° 46′ 38″ O
- L3 : 14° 09′ 16″ N, 62° 13′ 40″ O
- L4 : 14° 10′ 15″ N, 61° 46′ 27″ O
- L5 : 14° 10′ 30″ N, 61° 43′ 01″ O
- L6 : 14° 11′ 16″ N, 61° 23′ 58″ O
- L7 : 14° 12′ 27″ N, 61° 16′ 41″ O
- L8 : 14° 12′ 31″ N, 61° 16′ 26″ O
- L9 : 14° 13′ 49″ N, 61° 11′ 18″ O
- L10 : 14° 15′ 10″ N, 61° 04′ 35″ O
- L11 : 14° 16′ 21″ N, 61° 00′ 14″ O
- L12 : 14° 14′ 36″ N, 60° 53′ 31″ O
- L13 : 14° 13′ 09″ N, 60° 44′ 12″ O
- L14 : 14° 12′ 16″ N, 60° 40′ 47″ O
- L15 : 14° 08′ 08″ N, 60° 10′ 37″ O
- L16 : 14° 08′ 00″ N, 60° 09′ 15″ O
- L17 : 14° 07′ 20″ N, 60° 03′ 40″ O
- L18 : 14° 06′ 51″ N, 59° 59′ 59″ O

## Carte des frontières maritimes dans les Caraïbes

Délimitations des frontières maritimes dans les États et territoires des Caraïbes.